# Ashes to Ashes (serie de televisión)
Ashes to Ashes es una serie británica de ciencia ficción, policíaca, producida por Kudos Film & Television y emitida por BBC One. Es la continuación de la premiada serie Life on Mars, siguiendo una temática similar a su predecesora, pero en los años 80.
Se estrenó el 7 de febrero de 2008 en BBC One. La segunda temporada, en abril de 2009. Una tercera y última temporada fue emitida desde el 2 de abril hasta el 21 de mayo de 2010 en la BBC One y BBC HD.
2008, Londres. La detective Alex Drake (Keeley Hawes) recibe un disparo en la cabeza durante una toma de rehenes. Cuando despierta aparece 27 años atrás: en 1981. Allí se encuentra con parte del equipo del detective Gene Hunt ( Philip Glenister ), que fueron transferidos de Mánchester a la Policía Metropolitana de Londres, al que se ha unido la policía Shaz Granger (Montserrat Lombard).

## Argumento
La serie narra la historia ficticia de Alex Drake - interpretada por Keeley Hawes -, una mujer policía en servicio en la Policía Metropolitana de Londres, quien es disparada en 2008, e inexplicablemente vuelve a la consciencia en 1981.
La primera temporada de la serie revela que, en el presente, Drake ha estado estudiando grabaciones de los eventos vistos en Life on Mars. Después de despertarse en el pasado se sorprende al ver la vuelta de los personajes del equipo del detective Gene Hunt - Philip Glenister -, que fueron transferidos de Mánchester a la Policía Metropolitana de Londres, al que se ha unido la policía Shaz Granger - Montserrat Lombard -, y de los que supo la existencia por sus investigaciones.
La tensión entre Drake y Hunt se construye a través de la explicación insatisfactoria de la ausencia de Tyler, y también por los métodos de trabajo encontrados que tienen Drake y Hunt. Continuando con el tema de Life on Mars, para el espectador no queda claro si el personaje en el presente está vivo o muerto y si sus acciones tienen efecto en los eventos.

## Producción
Durante la primera temporada, Ashes to Ashes fue emitido semanalmente los viernes en BBC One a las 21:00, con el episodio dirigido por Jonny Campbell, Bille Eltringham y Catherine Morshead. El rodaje para la segunda temporada comenzó en el 2008, y comenzó a emitirse el 20 de abril de 2009 en la misma franja horaria. La segunda temporada está situada seis meses después de la primera.
Una tercera y final temporada fue ordenada, y la grabación de los últimos ocho episodios de 60 minutos empezó al final de 2009, estrenándose el 2 de abril de 2010. La serie fue grabada en HD. En una entrevista con SFX, el cocreador de la serie y productor ejecutivo Matthew Graham afirmó que estaba considerando «hacer un episodio en visión 3D». Una vez más, la serie avanzó un año, esta vez en 1983. Philip Glenister, habló para el programa BBC Breakfast de la BBC One el 8 de junio de 2009, anunció que la tercera temporada sería la última. Los productores revelaron que al final de la serie se sabría la identidad real del personaje Gene Hunt.
El programa se estrenó en EE. UU. el 7 de marzo de 2009, disponible tanto en cable y satélite. La segunda temporada empezó a emitirse en BBC America el 11 de mayo de 2010 a las 22:00 ET. En Australia fue trasmitida por ABC1.[cita requerida] En Portugal, la serie comenzó en Fox Life, mientras que en Latinoamérica, la serie se vio en HBO Plusy Film&Arts.
La tercera temporada concluyó el 21 de mayo de 2010.

## Episodios
| Temporada | Temporada | Episodios | Episodios | Emisión original      | Emisión original    |
| Temporada | Temporada | Episodios | Episodios | Primera emisión       | Última emisión      |
| --------- | --------- | --------- | --------- | --------------------- | ------------------- |
|           | 1         | 8         | 8         | 17 de febrero de 2008 | 27 de marzo de 2008 |
|           | 2         | 8         | 8         | 20 de abril de 2009   | 8 de junio de 2009  |
|           | 3         | 8         | 8         | 2 de abril de 2010    | 21 de mayo de 2010  |

La primera temporada está situada en 1981, y está formada por ocho episodios, escritos en su mayoría por los creadores Ashley Pharoah (episodios 2 y 8) y Matthew Graham (episodios 1 y 7). Otros escritores para la temporada fueron Julie Rutterford (episodio 3) y Mark Greig (episodios 4 y 5), quien trabajó en la serie madre Life on Mars. El episodio restante (6) fue escrito por Mick Ford. La serie trata sobre Alex, quien intenta averiguar qué pasó a sus padres, cuyas vidas están conectadas a la política que se vivía en el tiempo, especialmente a la campaña Margaret Thatcher y el ataque a la policía de Lord Scarman. Alex es perseguida por el payaso del vídeo musical de David Bowie «Ashes to Ashes», de forma similar a como la Test-Card Girl habló a Sam Tyler en Life on Mars. En el último episodio, se revela la identidad del payaso.
La segunda temporada se sitúa en el 1982, con el fondo político de la Guerra de las Malvinas. También tiene ocho episodios. El primero fue escrito por Ashley Pharoah, y trata la investigación del asesinato de un oficial de policía en una discoteca. Mientras la serie va progresando, el cuerpo comatoso de Alex es encontrado en el 2008 - presente en la serie. Cuando Gene se encuentra a él mismo confrontado contra una fuerza corrupta, Alex comienza a recibir una serie de llamadas de un hombre llamado Martin Summers, otro paciente del hospital donde Alex ha sido trasladada. Summers consigue ser un adversario formidable, sus acciones llevarán a un asesinato y a una confrontación extremadamente tensa entre Alex y Gene.
La tercera y temporada final es una vez más situada en un año posterior, en 1983, y contempla la vuelta de Gene Hunt, Alex Drake y el resto del equipo, junto a Jim Keats como un disciplinado oficial.

## Reparto

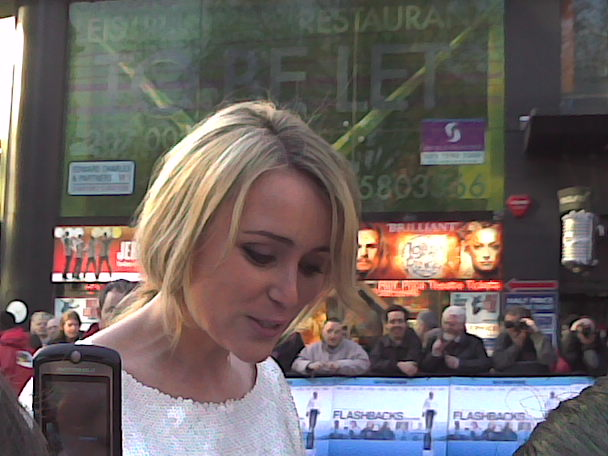
Keeley Hawes interpretó a Alex Drake.

| Personaje                                     | Interpretado por   |
| --------------------------------------------- | ------------------ |
| Inspector de policía Jefe - Alex Drake        | Keeley Hawes       |
| Inspector de policía Jefe - Gene Hunt         | Philip Glenister   |
| Sargento de policía - Ray Carling             | Dean Andrews       |
| Agente de policía - Chris Skelton             | Marshall Lancaster |
| Agente de policía en prácticas - Shaz Granger | Montserrat Lombard |

## Banda sonora
La banda sonora tiene temas contemporáneos de grupos británicos del periodo como; punk: The Clash y The Stranglers, new romantic: Duran Duran y Ultravox, synthpop: como Jon & Vangelis, OMD, de un período algo más tardío Roxy Music y el éxito de The Passions «I'm in Love with a German Film Star», del 1981. Una escena del segundo episodio, The Happy Day, que tiene lugar en The Blitz tiene una canción de Steve Strange actuando como él mismo «Fade to Grey» de Visage. El último episodio de la temporada 1 termina con «Take the Long Way Home» de Supertramp del álbum Breakfast in America del año 1979. El episodio 2 también contiene el clásico de Madness «The Prince». En el episodio final de la 3.ª temporada suena «Heores» de David Bowie.
Un CD de la banda sonora, Ashes to Ashes (Original Soundtrack), de su primera temporada fue publicado el 17 de marzo del 2008. Un CD de la banda sonora, Ashes to Ashes – Series 2 (Original Soundtrack), de la segunda temporada fue publicado el 20 de abril de 2009. Un CD de la banda sonora, Ashes to Ashes – Series 3 (Original Soundtrack), de la tercera temporada fue publicado el 12 de abril de 2010.
Durante la segunda y tercera temporada, música de los 80 (alguna de las cuales fueron utilizadas durante la serie) estaba disponible para los televidentes de la TV digital del Reino Unido usando el botón rojo inmediatamente después de la serie. Vídeos de Top of the Pops, The Old Grey Whistle Test y otros programas musicales de la BBC de 1980, presentados por Philip Glenister como su personaje de DCI Gene Hunt, fueron emitidos para recordar la noche de emisión.

### Lista de temas
| Ashes to Ashes: Original Soundtrack |                                                      |                                   |          |  |
| N.º                                 | Título                                               | Contributing artist               | Duración |  |
| 1.                                  | «Introduction: Dialogue – Alex Drake»                |                                   | 0:17     |  |
| 2.                                  | «Ashes to Ashes»                                     | David Bowie                       | 4:22     |  |
| 3.                                  | «Fade to Grey»                                       | Visage                            | 3:48     |  |
| 4.                                  | «Love Action (I Believe in Love)»                    | The Human League                  | 3:50     |  |
| 5.                                  | «Girls on Film»                                      | Duran Duran                       | 3:28     |  |
| 6.                                  | «Geno»                                               | Dexys Midnight Runners            | 3:27     |  |
| 7.                                  | «Souvenir»                                           | Orchestral Manoeuvres in the Dark | 3:31     |  |
| 8.                                  | «No More Heroes»                                     | The Stranglers                    | 3:27     |  |
| 9.                                  | «I Fought the Law»                                   | The Clash                         | 2:40     |  |
| 10.                                 | «(We Don't Need This) Fascist Groove Thang»          | Heaven 17                         | 4:19     |  |
| 11.                                 | «Interlude: Dialogue – You're Nicked»                |                                   | 0:17     |  |
| 12.                                 | «Gene Genie» (Gene Hunt's theme from Ashes to Ashes) | Edmund Butt                       | 1:20     |  |
| 13.                                 | «In Love with a German Film Star»                    | The Passions                      | 3:58     |  |
| 14.                                 | «Happy Birthday»                                     | Altered Images                    | 2:59     |  |
| 15.                                 | «It's Different for Girls»                           | Joe Jackson                       | 3:44     |  |
| 16.                                 | «Money»                                              | The Flying Lizards                | 2:31     |  |
| 17.                                 | «Doors of Your Heart»                                | The Beat                          | 3:47     |  |
| 18.                                 | «Staring at the Rude Boys»                           | The Ruts                          | 3:14     |  |
| 19.                                 | «Reward»                                             | The Teardrop Explodes             | 2:43     |  |
| 20.                                 | «Swords of a Thousand Men»                           | Tenpole Tudor                     | 2:55     |  |
| 21.                                 | «Let's Stick Together»                               | Bryan Ferry                       | 2:59     |  |
| 22.                                 | «Vienna»                                             | Ultravox                          | 4:37     |  |
| 23.                                 | «Title Music from 'Ashes to Ashes'»                  | Edmund Butt                       | 0:54     |  |
| 24.                                 | «Epilogue: Dialogue – Fandabydozy»                   |                                   | 0:08     |  |
| 1:03:55                             |                                                      |                                   |          |  |

| Ashes to Ashes: Series 2 Original Soundtrack |                                             |                     |          |  |
| N.º                                          | Título                                      | Contributing artist | Duración |  |
| 1.                                           | «Under Pressure»                            | Queen & David Bowie | 4:04     |  |
| 2.                                           | «Dialogue 'Alex Drake'»                     |                     | 0:14     |  |
| 3.                                           | «Opening Titles»                            | Edmund Butt         | 0:53     |  |
| 4.                                           | «Planet Earth»                              | Duran Duran         | 3:55     |  |
| 5.                                           | «In the Air Tonight»                        | Phil Collins        | 5:28     |  |
| 6.                                           | «Rat Race»                                  | The Specials        | 3:08     |  |
| 7.                                           | «Dialogue 'Vindaloo'»                       |                     | 0:16     |  |
| 8.                                           | «Mirror Man»                                | The Human League    | 3:47     |  |
| 9.                                           | «The Look of Love (Part 1)»                 | ABC                 | 3:28     |  |
| 10.                                          | «Going Back to My Roots»                    | Odyssey             | 5:24     |  |
| 11.                                          | «Dialogue 'The Strangest Day'»              |                     | 0:47     |  |
| 12.                                          | «Alex's Theme»                              | Edmund Butt         | 1:50     |  |
| 13.                                          | «Funeral Pyre»                              | The Jam             | 3:28     |  |
| 14.                                          | «Temptation»                                | New Order           | 5:22     |  |
| 15.                                          | «The Lunatics (Have Taken Over the Asylum)» | Fun Boy Three       | 3:13     |  |
| 16.                                          | «The Back of Love»                          | Echo & the Bunnymen | 3:13     |  |
| 17.                                          | «Wishing (If I Had a Photograph of You)»    | A Flock of Seagulls | 4:09     |  |
| 18.                                          | «Love Plus One»                             | Haircut 100         | 3:32     |  |
| 19.                                          | «Dialogue 'Felicity Kendal'»                |                     | 0:28     |  |
| 20.                                          | «Stand and Deliver»                         | Adam & the Ants     | 3:06     |  |
| 21.                                          | «Lies»                                      | Thompson Twins      | 3:10     |  |
| 22.                                          | «Streets of London»                         | Anti Nowhere League | 3:16     |  |
| 23.                                          | «I Second That Emotion»                     | Japan               | 3:44     |  |
| 24.                                          | «Everybody's Got to Learn Sometime»         | The Korgis          | 4:05     |  |
| 25.                                          | «Atomic»                                    | Blondie             | 3:47     |  |
| 26.                                          | «Epilogue 'Tea & Sympathy'»                 |                     | 0:24     |  |
| 27.                                          | «Hunt's Theme»                              | Edmund Butt         | 1:04     |  |
| 1:15:15                                      |                                             |                     |          |  |

| Ashes to Ashes: Series 3 Original Soundtrack |                               |                           |          |  |
| N.º                                          | Título                        | Contributing artist       | Duración |  |
| 1.                                           | «Dialogue: Alex Drake»        |                           | 0:15     |  |
| 2.                                           | «Opening Titles»              | Edmund Butt               | 0:52     |  |
| 3.                                           | «Let's Dance»                 | David Bowie               | 4:05     |  |
| 4.                                           | «Mad World»                   | Tears for Fears           | 3:32     |  |
| 5.                                           | «True»                        | Spandau Ballet            | 5:33     |  |
| 6.                                           | «Only You»                    | Yazoo                     | 3:08     |  |
| 7.                                           | «Dialogue: Wake Up»           |                           | 0:34     |  |
| 8.                                           | «Gene Undercover»             | Edmund Butt               | 1:14     |  |
| 9.                                           | «Town Called Malice»          | The Jam                   | 2:51     |  |
| 10.                                          | «Golden Brown»                | The Stranglers            | 3:28     |  |
| 11.                                          | «Uptown Girl»                 | Billy Joel                | 3:13     |  |
| 12.                                          | «Dialogue: All in My Head»    |                           | 0:24     |  |
| 13.                                          | «Get Me Home»                 | Edmund Butt               | 1:56     |  |
| 14.                                          | «Promised You a Miracle»      | Simple Minds              | 3:56     |  |
| 15.                                          | «Electric Avenue»             | Eddy Grant                | 3:45     |  |
| 16.                                          | «Girls Just Wanna Have Fun»   | Cyndi Lauper              | 3:47     |  |
| 17.                                          | «Video Killed the Radio Star» | The Buggles               | 4:11     |  |
| 18.                                          | «Couldn't Love You More»      | John Martyn               | 3:03     |  |
| 19.                                          | «The Kiss»                    | Edmund Butt               | 1:28     |  |
| 20.                                          | «Dialogue: I'm in a Mess»     |                           | 0:40     |  |
| 21.                                          | «The Love Cats»               | The Cure                  | 3:38     |  |
| 22.                                          | «The Cutter»                  | Echo & the Bunnymen       | 3:51     |  |
| 23.                                          | «Shipbuilding»                | Robert Wyatt              | 3:01     |  |
| 24.                                          | «War Baby»                    | Tom Robinson              | 4:09     |  |
| 25.                                          | «Rockit»                      | Herbie Hancock            | 3:39     |  |
| 26.                                          | «Two Tribes»                  | Frankie Goes to Hollywood | 3:24     |  |
| 1:13:37                                      |                               |                           |          |  |

## Descripción de 1980
Así como con en Life on Mars, también hay anacronismos. Al menos uno, sin embargo, es conocido por el equipo y el relato: el Audi Quattro no estaba disponible con el volante a la derecha en el Reino Unido en 1981, solo con el volante a la izquierda. El coche que se muestra en la serie es el modelo del 1983, con algunos cambios a los faros delanteros y otras funciones. Philip Glenister admitió que la producción estaba al corriente de esto y dijo, «Pero ¿a quién le importa? Es un buen coche.» Un número de canciones usadas en la serie también fueron utilizadas fuera de época, como la de la banda Japan «Ghost» en la primera temporada, como la de Duran Duran «Is There Something I Should Know?» en la segunda temporada, y la canción «Two Tribes» de Frankie Goes to Hollywood y «Walking on Sunshine» de Katrina and the Waves en la temporada tres (aunque la primera fue lanzada en el 1983, la que suena es del 1985).

## Recepción
Según The Guardian la audiencia el 7 de febrero de 2008 para el primer episodio, a las 21:00 en el canal BBC One, fue de 7 millones: alrededor de 29% de espectadores. La cifra estuvo «en la línea del final episodio de Life on Mars en abril del último año, aunque más alta que el debut de la serie anterior de 5.7 millones dos meses antes,» pero The Guardian contempló «la gran publicidad de esa semana para "Ashes to Ashes" como un factor de su éxito.»
La recepción de la crítica para el primer episodio de la serie fue mixta, con opiniones positivas The Guardian Telegraph, The Herald The Spectator, y el New Statesman y opiniones negativas de The Times, The Sunday Times," Newsnight Review, The Guardian, y The Observer, que criticó la dirección del episodio, estructura y tono - aunque alabó el vestuario y la dirección artística. El periódico gratuito nacional Metro, dio al episodio cuatro estrellas como un «voto de fe» en lo que es descrito como a «un comienzo poco fiable»

The Guardian anunció el 15 de febrero de 2008 que, con 6.1 millones de espectadores y un 25% de share, la audiencia para el segundo episodio, mostradas el 14 de febrero, bajaron casi un millón. Aun así estuvo bien en la competencia contra la serie de Lynda La Plante Trial & Retribution, que bajó en la ITV. El quinto episodio, emitido el 6 de marzo de 2008, atrajo a 606 millones de espectadores. Con ese episodio, The Daily Telegraphe afirmó que Ashes to Ashes salió de las sombres de Life on Mars.
Después del episodio final de la serie, The Daily Mirror afirmó que aunque uno o dos episodios fueron flojos, al final fue satisfactorio terminar una serie que tenía tanto por lo que seguirla, y mereció una segunda temporada.[cita requerida] Críticas de la prensa acerca de la calidad de Keely Hawes', Philip Glenister defendió a su compañera, diciendo que «es difícil meterse en el personaje y he visto cómo de duro trabaja y cómo es de brillante. Para todos los detractores, están equivocados.»
El sitio web de noticias Digital Spy alabó la vuelta de la serie con el editor de culto Ben Rawson-Jones describiendo el episodio inicial de la segunda temporada como «prometedor». Fue visto por 7.01 millones de espectadores.
La segunda temporada fue nominada para un The TV Dagger en el 2009 Crime Thriller Award. Keeley Hawes y Philip Glenister recibieron nominaciones de Mejor Actriz y Mejor Actor respectivamente.
El final de la serie, que terminó en 2010, fue descrito por Dean Andrews como «genial». Explicó en GTMV: «Todo está atado. Tienes las respuestas de Life on Mars y Ashes to Ashes.»
Entrevistado por SFX MAgazine en mayo de 2010, Matthew Graham habló de una tercera fase de la serie llamada The Laughing Gnome - en principio una precuela basada en los sesenta por su título -, y que hicieron «la página de título entera y lo registraron y todo lo demás». Dijo que la BBC respondió bien a la broma, diciendo «Sí, ¡Está ordenada!».
La tercera temporada de la serie fue vista por 6.45 millones de espectadores.

## Impacto cultural
En el 2010, el Partido Laborista utilizó una imagen editada de Gene Hunt en el Audi Quattro con la cara de David Cameron como parte de la campaña para las elecciones generales del 2010 con la frase «No les dejes llevar de vuelta a los británicos a los 80» - comparando sus políticas a los de Margaret Thatcher, cuya política económica en los principios de los 80 sufrió sustanciales cortes de presupuestos y un elevado número de parados.
En respuesta a esto, el Partido Conservador copió la imagen con las palabras «Quema el Quattro. Es tiempo de cambio. Vota por el cambio. Vota Conservadores.» Posteriormente la productora Kudos, que tiene el copyright del personaje de Gene Hunt, escribiría a ambos partidos requiriendo que cesaran de utilizar la imagen.

## Premios y nominaciones
| Año                                    | Categoría                          | Nominado         | Resultado |
| -------------------------------------- | ---------------------------------- | ---------------- | --------- |
| National Television Award, Reino Unido |                                    |                  |           |
| 2010                                   | «Mejor actuación popular en drama» | Philip Glenister | Nominado  |
| 2008                                   | «Actuación destacada en drama»     | Philip Glenister | Nominado  |
| TV Quick Awards, Reino Unido           |                                    |                  |           |
| 2009                                   | «Mejor actor»                      | Philip Glenister | Ganado    |
| 2009                                   | «Mejor serie dramática»            | Ashes to Ashes   | Ganado    |
| 2009                                   | «Mejor Actriz»                     | Keeley Hawes     | Nominada  |
| 2008                                   | «Mejor drama novel»                | Ashes to Ashes   | Ganado    |
| 2008                                   | «Mejor actriz»                     | Keeley Hawes     | Nominada  |

## Publicación en DVD
| Title                                     | Región 2            | Región 4              | Episodios |
| ----------------------------------------- | ------------------- | --------------------- | --------- |
| Ashes to Ashes: The Complete Series One   | 5 de mayo de 2008   | 1 de octubre de 2009  | 1-8       |
| Ashes to Ashes: The Complete Series Two   | 13 de julio de 2009 | 5 de enero de 2010    | 9-16      |
| Ashes to Ashes: The Complete Series Three | 5 de julio de 2010  | 28 de febrero de 2011 | 17-24     |